# Massimo d'Azeglio
 (mars 2012).
Si vous disposez d'ouvrages ou d'articles de référence ou si vous connaissez des sites web de qualité traitant du thème abordé ici, merci de compléter l'article en donnant les références utiles à sa vérifiabilité et en les liant à la section « Notes et références ».
Massimo Taparelli d'Azeglio, de la famille des marquis d'Azeglio est né à Turin le 24 octobre 1798 et est mort à Milan le 15 janvier 1866. Il est un des penseurs et acteurs du Risorgimento.

## Biographie

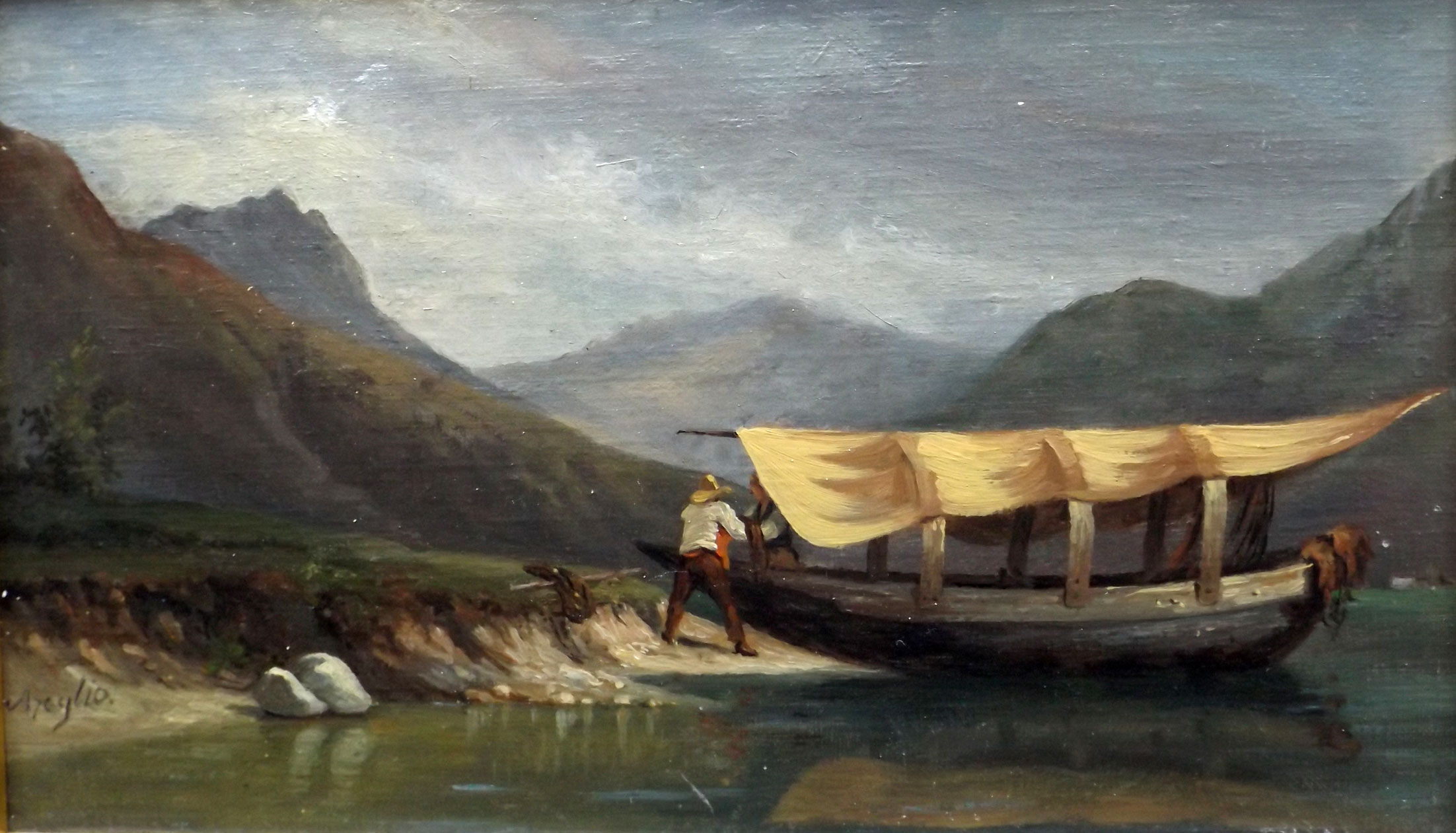
M. d'Azeglio: La vie au lac avec un bateau

Né dans une ancienne famille noble piémontaise déscendant des vicomtes d'Auriate, il est le fils d'un général nommé ambassadeur à Rome.
Le jeune d'Azeglio se passionne pour la peinture. Officier de cavalerie, il se fixe à Rome où il se fait remarquer comme paysagiste après avoir étudié cet art dans l'atelier de Martin Verstappen. En 1830, il épouse la fille du grand poète romantique Alessandro Manzoni, fondateur de la langue italienne moderne. D'Azeglio, écrit des romans historiques Ettore Fieramosca, o la disfida di Barletta (1833) et Niccolò de' Lapi, ovvero i Palleschi e i Piagnoni (1841) où il développe le sentiment national. En 1846, il publie Gli ultimi casi di Romagna où il défend l'idée que l'unification de l'Italie doit être faite par la maison de Savoie.
Monarchiste modéré, catholique fervent, il ne prend part à aucun des nombreux complots ou soulèvements de l'histoire italienne dans la première moitié du XIXe siècle. En 1848, il s'engage dans l'armée piémontaise, devient colonel et est gravement blessé à la bataille de Vicence contre les Autrichiens. Le 11 mai 1849, le roi Victor-Emmanuel II, le nomme premier ministre et ministre des affaires étrangères. Durant son gouvernement, il supprime l'immunité dont bénéficiaient les ecclésiastiques ce qui lui attire l'hostilité de la papauté et des catholiques conservateurs. En octobre 1850, il fait entrer Cavour au gouvernement comme ministre de l'agriculture et du commerce. Le 16 mai 1852, d'Azeglio est remplacé par Cavour comme premier ministre.
Pendant la deuxième guerre d'Indépendance, il est nommé commissaire de Victor-Emmanuel II à Bologne, qui vient de chasser le représentant de son souverain le pape Pie IX, puis il devient ambassadeur à Londres, ensuite préfet de Milan. Il est nommé sénateur, général de brigade et aide de camp du roi.
En 1865, il succède à son frère Roberto à la direction de la galerie Sabauda de Turin.
En 1867, sa fille a publié son autobiographie Miei ricordi.

## Œuvres picturales
- Fuga in Egitto, Villa La Quiete, Florence
- La disfida di Barletta, huile sur toile, 118 x 164 cm, Milan, Collezione Porro Schiaffinati